# Антропогенна небезпека
Антропогенна небезпека — це негативний фактор пливу на середовище, який спричинений діяльністю людини та подальшим виділенням у середовище продуктів діяльності людини(наприклад-збльшення у атмосфері вмісту оксидів Сульфуру чи вилив нафти чи радіаційна небезпека). Становить під загрозу здоров'я груп людей і також шкодить середовищу.
Антропогенна небезпека виникає через недбале ставлення до загальних правил безпеки та недотримання безпекових норм.

## Екологічна криза антропогенного типу
Екологічна криза антропогенного типу є наслідком змін середовища(його біотичної частини) під впливом діяльності людини впродовж малого проміжку часу. Екологічні кризи цього типу спричинили вплив на історичну динаміку людства, господарські та духовні пріоритети. На сучасному етапі розвитку біосфери антропогенні екологічні кризи спричиняють глобальні екологічні проблеми. Людина стає геологічною силою, яка змінює середовище соціальної і природної систем.
Ретроспективний аналіз трансформацій екологічних криз показав, що людина постійно змінює, розширює і удосконалює форми впливу на природу, що погіршує природні умови. Виникає потреба компенсувати наслідки цієї діяльності і як результат-антропогенне навантаження на екосистеми ще більше зростає і несе нові етапи погіршання.
Коли рівень антропогенного впливу досягає біфуркаційних значень, перед людством виникаю нова проблема вибору-поступова деградація виду Людина розумна або пошук нових форм адаптації.
Виходом із ситуації вбачається новий підхід до екологічних криз і негараздів та усвідомлення учень В.Вернадського про біосферу.

## Причини виникнення антропогенної небезпеки на виробництві
- Відсутній належний безпеки з боку адміністрації на виробництвах;
- Нестача засобів індивідуального захисту(маски, респіратори тощо);
- Часта зміна персоналу і недостатня кадрова підготовка нових працівників;
- Особистісні фактори(недотримання безпековий правил чи ігнорування загрози);
- Неправильно зроблені розрахунки для технологічного процесу;
- Аварії, незаплановані критичні ситуації, які становлять небезпеку;
- Відсутність належних інструментів чи матеріалів для виконання робіт.[3]